# Allen Morgan
Allen Jerome Morgan (Seattle, 16 de julio de 1925-Seattle, 12 de septiembre de 2011) fue un deportista estadounidense que compitió en remo como timonel. Participó en los Juegos Olímpicos de Londres 1948, obteniendo una medalla de oro en la prueba de cuatro con timonel.

## Palmarés internacional
| Juegos Olímpicos | Juegos Olímpicos      | Juegos Olímpicos | Juegos Olímpicos   |
| Año              | Lugar                 | Medalla          | Prueba             |
| ---------------- | --------------------- | ---------------- | ------------------ |
| 1948             | Londres (Reino Unido) | Medalla de oro   | Cuatro con timonel |